# Last Stop Suburbia
Last Stop Suburbia är Allisters andra studioalbum. Det släpptes 1 oktober 2002 på skivbolaget Drive-Thru Records.

## Låtlista
1. "Scratch" – 3:11
2. "Radio Player" – 3:25
3. "Flypaper" – 2:12
4. "Overrated" – 2:25
5. "Better Late Than Forever" – 2:40
6. "The One That Got Away" – 1:41
7. "Racecars" – 2:39
8. "Matchsticks" – 2:04
9. "Camouflage" – 2:14
10. "Don't Think Twice" – 2:52
11. "Somewhere On Fullerton" – 2:39
12. "Westbound" – 2:14
13. "Know It All" – 1:45
14. "Stuck" – 1:55
15. "Waiting For You" – 2:29
16. "None Of My Friends Are Punks" – 2:34